# Малък орел
Малкият орел (Hieraaetus pennatus) е едра дневна граблива птица, срещаща се и в България. Съвременни ДНК-анализи показват, че малкия орел принадлежи към род Орли (Aquila), а не към род Ястребови орли (Hieraaetus), както е в класическата систематика.

## Физическа характеристика
- Дължината на тялото – 47-50 cm.
- Размаха на крилете – 120-127 cm.
- Тегло – 750-1000 гр, като женските са по-едри.

Има светла и тъмна фаза на оперението. При светлата фаза оперението отдолу е бяло с тъмни махови пера, а при тъмната фаза то е изцяло кафяво. И при двете фази оперението отгоре е кафеникаво с просветляване в задната част на покривните пера. Характерно е разсветляването на най-вътрешните 3 първостепенни махови пера, образуващи по-светъл „прозорец“ на границата с второстепенните.

## Разпространение и биотоп
Среща се в Европа (включително България), Африка и Азия.

## Подвидове
- H. p. harterti
- H. p. milvoides
- H. p. minisculus
- H. p. pennatus

## Начин на живот и хранене
Ловува основно птици, но също така и бозайници (с размери, по-малки от див заек), гущери и др.

## Размножаване
- Гнездо — двойката винаги има няколко на територията си, като всяка година ремонтира и използва някое от тях. Намира се на скален корниз или в короната на някое подходящо дърво.
- Яйца – 2 броя.
- Мътене — трае 37 дни. Малките напуска гнездото на около 53 дневна възраст.
- Отглежда едно люпило годишно.
- Моногамни птици, особено в гнездовата си територия.

## Допълнителни сведения
- Червен списък на световнозастрашените видове (IUCN Red List) - Незастрашен (Least Concern LC)[4]

На територията на България е изключително рядък и защитен вид съгласно Закона за биологичното разнообразие, също така е вписан в Червената книга на Република България.